# Amendolara
Amendolara är en ort och kommun i provinsen Cosenza i regionen Kalabrien i Italien. Kommunen hade 2 902 invånare (2017).